# 디즈니 캐릭터
디즈니 캐릭터 목록은 디즈니에 의해 관리되는 캐릭터의 목록이다. 각 캐릭터에 대한 설명은 등장 작품이나 캐릭터 이름의 링크를 참조하십시오.

## 센세이셔널 식스
- 미키 마우스
- 미니 마우스
- 도날드 덕
- 데이지 덕
- 구피

## 지원 캐릭터
- 플루토
- 피트
- 오스왈드 래빗
- 호세 카리오카
- 칩과 데일
- 클라라벨 카우
- 다크윙 덕
- 맥스 구프
- 호러스 홀스칼라
- 휴이, 듀이, 루이
- 험프리
- 지미니 크리켓
- 피터 주니어
- 스크루지 맥덕
- 루드윅 폰 드레이크
- 모티머 마우스
- 가솔린 맬러드

## 다른 프랜차이즈 캐릭터
- 알라딘
- 스티치
- 티몬과 품바